# Cnemaspis caudanivea
Espèce
Cnemaspis caudanivea est une espèce de geckos de la famille des Gekkonidae.

## Répartition
Cette espèce est endémique de la province de Kiên Giang au Viêt Nam.

## Description
L'holotype de Cnemaspis caudanivea, un mâle adulte, mesure 108,5 mm dont 65 mm pour la queue. Cette espèce a la face dorsale grise avec une motif brun rougeâtre. Sa face ventrale est uniformément beige uniquement taché de sombre et de clair au niveau de la gorge. La pointe de la queue, sur environ le quart de sa longueur, est blanc brillant.

## Étymologie
Son nom d'espèce, du latin cauda, « queue », et nivea, « neige », lui a été donné en référence à la couleur blanc pur de l'extrémité de sa queue.

## Publication originale
- Grismer & Ngo, 2007 : Four new species of the gekkonid genus Cnemaspis Strauch 1887 (Reptilia: Squamata) from Southern Vietnam. Herpetologica, p. 63, n. 4, p. 482-500 (texte intégral).